# A Vénusz terraformálása

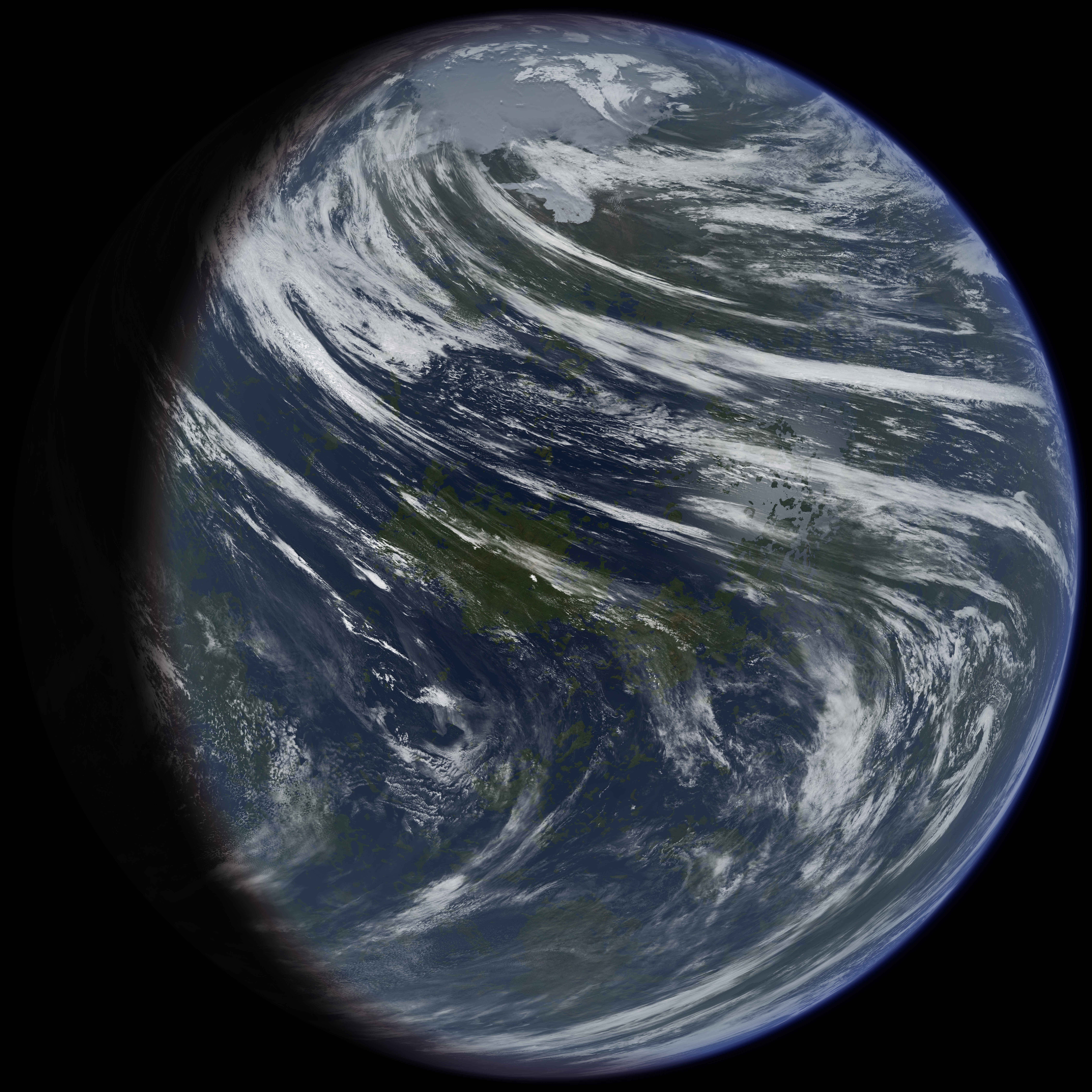
Művészi elképzelés a terraformált Vénuszról

A Vénusz terraformálása egy grandiózus elképzelés az égitest Föld-szerűvé alakításáról; a folyamat – mint általában a terraformálás – célja, hogy a végére a bolygó űrruha nélkül járhatóvá és lakhatóvá váljék.
Az első komoly terveket – még a Vénusz űrszondás felderítése előtt – Carl Sagan vetette fel az 1961-es the Planet Venus című Science-cikkében. Miután azonban fény derült a meglehetősen mostoha helyi viszonyokra, az érdeklődés inkább a Hold és a Mars irányába tolódott el. A benépesítésre alternatív elképzelések is születtek, amelyek nem igénylik a felszíni környezet átalakítását, inkább a földihez hasonló nyomású és kedvező széljárású magaslégkörben képzelnek el lebegő városokat, akár mint a terraformálás első lépését. Ilyen megoldást vet fel például Geoffrey A. Landis 2003-as vagy Nancy Attkinson 2008-as cikke.
A felszín lakhatóvá tétele a Vénusz légkörének erőteljes módosítását igényli: jelenleg nincs benne oxigén, az erőteljes üvegházhatás 450 °C körül tartja a hőmérsékletet, a légnyomás a földi 90-szerese. A bolygóról hiányzik továbbá a víz. Ezen problémák orvoslásával szinte mindegyik javaslat foglalkozik.
Egyes felvetések kitérnek még a bolygó lassú tengelyforgására (ami miatt két napkelte között nagyjából 117 földi nap telik el), amit a forgás felgyorsításával vagy tükörrendszer kiépítésével orvosolnának. A magaslégkör gyors áramlása a lebegő városokat képessé tenné, hogy 4 földi nap alatt körbevitorlázzák a bolygót, ami már egy elviselhetőbb nappal-éjszaka ciklust eredményez. Természetes mágneses tér hiányában szintén felmerül a napszél és a kozmikus sugárzás elleni védelem szükségessége is.
A Vénusz mint célpont értékét emeli, hogy mérete és tömegvonzása a Földéhez hasonló, továbbá hogy ez a legközelebbi bolygó, így gyorsabban elérhető a Földről, mint a Mars.

## Besugárzási viszonyok
A Vénusz annyival közelebb kering a Naphoz, hogy kétszer annyi napsugárzást kap, mint a Föld. A bolygó lehűtéséhez és a hőmérséklet szinten tartásához valahogyan korlátozni kell az elnyelődést.

### Árnyékolás
Az egyik lehetőség egy (vagy több) nappajzs felállítása, amit ha a Vénusz és a Nap L1 Lagrange-pontjában helyeznek el, akkor egyszerre árnyékolhat, illetve nyújthat védelmet a napszél és a káros napsugárzás ellen. A nappajzs felületét pedig akár napelemekkel is be lehetne fedni.
A nappajzsok építési technikája azonban ma még nem létezik, ráadásul ez négyszerte akkora átmérőjű kellene legyen, mint a Vénusz maga, tehát nagyjából 40 ezer km átmérőjű objektumcsoportról lenne szó. Ez méretében nagyjából 400 ezerszer(!) akkora, mint a Nemzetközi Űrállomás. Egy egyszerű pajzsot ráadásul a fénynyomás miatt komplikált a megfelelő pályán tartani.
A napszakok problémáját is megoldaná az a megoldás, miszerint egy poláris pályára állított, a Nap látszólagos mozgásával szinkronban levő tükörrendszer a nappali oldal egy részén árnyékolást, míg a másikon megvilágítást biztosítana. A tükröket a fénynyomás segítségével tarthatnák 30 fokban megdőlve. Paul Birch ehhez még egy olyan nappajzsot képzel el, amely összekapcsolt tükrök segítségével és a fény ide-oda verésével küszöbölné ki a fénynyomás problémáját. A pajzsból kilépő fénynyaláb 4 fokkal térne el az eredeti irányától, részben kikerülve a bolygót.
Bradley C. Edwards javaslata szerint gyűrűt kellene létrehozni a bolygó körül, amely elnyelné a napsugárzás egy részét. A gyűrű több rétegű is lehet (több gyűrű is képezhető), illetve megfelelő műanyagok használatával az is elérhető, hogy bizonyos hullámhosszok azért elérjék a felszínt.

### További lehetőségek
A felszínen elhelyezett tükrök vagy akár fényvisszaverő magas légköri ballonok is enyhíthetik valamelyest a besugárzási problémát. Ez utóbbiból temérdek mennyiségűt kellene felbocsátani. Geoffrey A. Landis elképzelése szerint a Vénuszon lebegő városokat lehetne  létrehozni, amelyek a légkört lassan átalakító bázisként működhetnek, illetve megfelelő számban a fényvisszaverő erejük is jelentős lehet. Ha ezek szénalapú vegyületekből, mondjuk grafénból vagy nanocsövekből készülnének, akkor az alapanyagot a Vénusz szén-dioxidban gazdag légköréből ki lehetne nyerni. Birch elemzése alapján az ilyen kolóniák azonnal hasznot hajthatnának, és további beruházásokat ösztönöznének a planétán.
A légkör átalakítása után számításba jöhet a felszín albedójának megváltoztatása világos színű, vagy fényvisszaverő anyaggal való bevonása. Az anyagmennyiség itt is hatalmas és a most meglevő, több kilométeres vastagságú felhőréteg eltűnéséig nem sok haszna lenne. (A felszín a felhők miatt jelenleg kevesebb fényt kap, mint a földi.)
Ezen megoldások előnye, hogy már meglevő technikai tudásra építenek, de egyben túl is kellene szárnyalniuk a jelenlegi felhők 0,65-ös albedóját, hogy érzékelhető javulás következzen be.

## A légkör módosítása

### Mikroorganizmusok segítségével
Carl Sagan 1961-es eredeti javaslatában génmódosított baktériumok munkájával kötötte volna meg a légköri szén-dioxidot. Habár ez a megoldás még manapság is felbukkan egyes elképzelésekben, a későbbi elemzések rávilágítottak, hogy a Sagan-féle eljárás nem működhet. A szerves vegyületek létrehozásához egyrészt szükség lenne hidrogénre. Ez a Földön víz formájában nagy mennyiségben elérhető. A Vénusz azonban az idők folyamán szinte teljes vízkészletét elvesztette, mivel nincs mágneses mezeje, ami azt a felső légkörben megvédte volna a napszéltől.
A létrejövő szerves vegyületek továbbá nem lennének hosszú életűek a Vénusz forró közegében, és csakhamar visszaalakulnának szén-dioxiddá. A Vénusz addig pedig nem hűlne jelentősen, amíg a légköri szén-dioxid nagyobb része el nem tűnik. 23 évvel később megjelent Pale Blue Dot című írásában Sagan maga is belátta, hogy az elgondolása már csak azért sem működőképes, mert a légkör annál sokkal sűrűbb, mint ahogy azt eredetileg gondolták.
Megoldás lehet viszont, ha a szén-dioxidot megkötő növényzetet léghajókon helyezik el. Az ilyen kolóniák külső burka önmagában is visszaverheti a beérkező napsugárzás egy részét az űrbe. A légkörben 1,2×1020 kg tömegű szén-dioxid van jelen, így hatalmas mennyiségű hidrogénre és rengeteg kolóniára lenne szükség.

### Hidrogénimport
A Bosch-reakció révén a légkörbe juttatott hidrogén szervetlen úton is elreagálhat a szén-dioxiddal, és végeredményként grafit és víz jönne létre. A teljes légkör átmosásához 4×1019 kg hidrogénre lenne szükség; ennek forrását a külső Naprendszerben érdemes keresni. (Mivel a terraformálás viszonylag rövid idő alatt lefolyhat, ezért a napszél-erózió negatív hatása elhanyagolható.) A keletkező víz csak 10%-a lenne a földi vízkészletnek, de a domborzati viszonyok miatt a felszínnek így is 80%-át beborítaná.
A fennmaradó, mintegy 3 atmoszféra nyomású légkör nagyrészt nitrogénből állna, és a Henry-törvény alapján még tovább ritkulna, ahogy feloldódik belőle valamennyi az óceánban.

### Karbonátképzés
Magnézium- és a kalcium-karbonátokban is megköthető a légköri szén-dioxid. A művelet 8×1020 kg tiszta kalciumot vagy 5×1020 kg tiszta magnéziumot igényelne, aminek az előteremtése hatalmas bányászati és feldolgozóipari feladat. A szükséges kalcium tömege néhányszorosan felülmúlja a Vesta tömegét.
Mark Bullock szerint a felszín alatt lehetnek még rejtett magnézium- és kalcium-oxid készletek, amelyeket felhozva a szén-dioxid és a kén-dioxid egy része megköthető lenne. A szerző egyik modelljében a végeredmény egy 43 atmoszféra nyomású, 400 kelvines felszíni hőmérsékletű légkör.

### Jégbezárás
Birch nappajzsot vetne be a Vénusz teljes árnyékba borítására és lehűtésére, illetve a légkör nyomásának folyamatos csökkentésével olyan körülményeket teremtene, hogy szén-dioxid megfagyhasson. Ez 5,185 baros nyomást és 216,85 kelvines hőmérsékletet feltételez. A kialakuló jégmezőket le lehetne takarni, hogy a rájuk nehezedő nyomás később szilárd állapotban tartsa a szén-dioxidot, vagy a szárazjeget ki lehetne fejteni, és apránként elhordani a bolygóról. A nappajzs átalakításával ekkor újra napfényt engednének a bolygóra, hogy az visszamelegedhessen az ember számára kellemes hőmérsékletűre. Az élet beindulásához szükséges hidrogént és vizet a Szaturnusz egyik idetérített jégholdjából lehetne biztosítani. A 3,5 bar nyomású nitrogén-légkör egy részét viszont még valamilyen formában meg kellene kötni.

### Eltávolítás
Az eltávolítás több módon is lehetséges, de egyik módszer sem mutatkozik elegendően hatékonynak.
A bolygón a szökési sebesség túlságosan nagy ahhoz, hogy a légkört aszteroida becsapódások révén egyszerűen el lehetne fújni. Pollack és Sagan 1993-ban kiszámolták, hogy egy 700 km átmérőjű, 20 km/s-os sebességgel becsapódó test is kevesebb, mint a légkör egy ezrelékének eltávolítására lenne elég, tehát nagyszámú ütköztetésre lenne szükség. A becsapódások ereje azonban törvényszerűen beindítaná a vulkáni tevékenységet és a kigőzölgés vélhetően visszapótolná az elfújt mennyiséget. A kilökött gáz ráadásul a Vénusz közelében marad, és minden esély megvan arra, hogy egy részét a bolygó később újra befogja.
A lassú tengelyforgás nem kedvez az űrliftek építésének, mivel a geostacionárius pálya túl messze esik a felszíntől. Az elektromágneses katapult (űrágyú) használata szintén nem praktikus, mivel a sűrű légkör fékező ereje túlságosan nagy. Alternatívaként szóba jöhet az ágyúk léghajókra vagy magas tornyokra telepítése. Elképzelhető még egy űrig érő torony építése, és az azon keresztüli kiszivattyúzás.

## Tengelyforgás
A bolygó jelenleg lassabban fordul meg a tengelye körül (243 földi nap), mint amennyi idő alatt megkerüli pályáján a Napot (224,7 nap). A napszakok ettől eltérően alakulnak: két napkelte között 116,75 földi nap telik el. Még ez az idő is túl hosszú azonban ahhoz, hogy a földi élőlények könnyen alkalmazkodhatnának hozzá. A mágneses tér hiányának oka – a dinamóelv alapján – részben a lassú tengelyforgásban is kereshető.
A megfelelő napszakok kialakításához azonban nem kell feltétlenül megváltoztatni a tengelyforgási sebességet, elegendő egy megfelelő tükör- és árnyékoló rendszert kiépíteni. Ez fényt adna az éjszakai oldal egy részének, miközben a nappali oldal egy részét leárnyékolná. Paul Birch ehhez egy poláris pályán keringő tükröt javasol, amely kiegészítené az L1-pontban felállított nappajzsot.
A tengelyforgás megváltoztatása már lényegesen nagyobb energiabefektetést igényel, mint a tükörrendszer kiépítése, vagy akár az előbb említett légköri műveletek bármelyike. Úgy tűnik, hogy 100 kilométernél nagyobb átmerőjű égitestek közelrepülése képes jelentősen megváltoztatni a pályát, illetve a tengelyforgást. A rakétaelv alapján elektromágneses katapultok (űrágyúk) használatával is fel lehetne pörgetni a Vénuszt: G. David Nordley így érné el, hogy egy vénuszi nap (napkeltétől napkeltéig) 30 földire rövidüljön.  Az elképzelést Birch is vizsgálta.

## Fordítás
- Ez a szócikk részben vagy egészben  a   Terraforming of Venus című angol Wikipédia-szócikk ezen változatának fordításán alapul.  Az eredeti cikk szerkesztőit annak laptörténete sorolja fel. Ez a jelzés csupán a megfogalmazás eredetét és a szerzői jogokat jelzi, nem szolgál a cikkben szereplő információk forrásmegjelöléseként.